# Villa Sarmiento (General Roca)
Villa Sarmiento (General Roca) é uma comuna da província de Córdoba, na Argentina.